# Лая (село, Свердловская область)

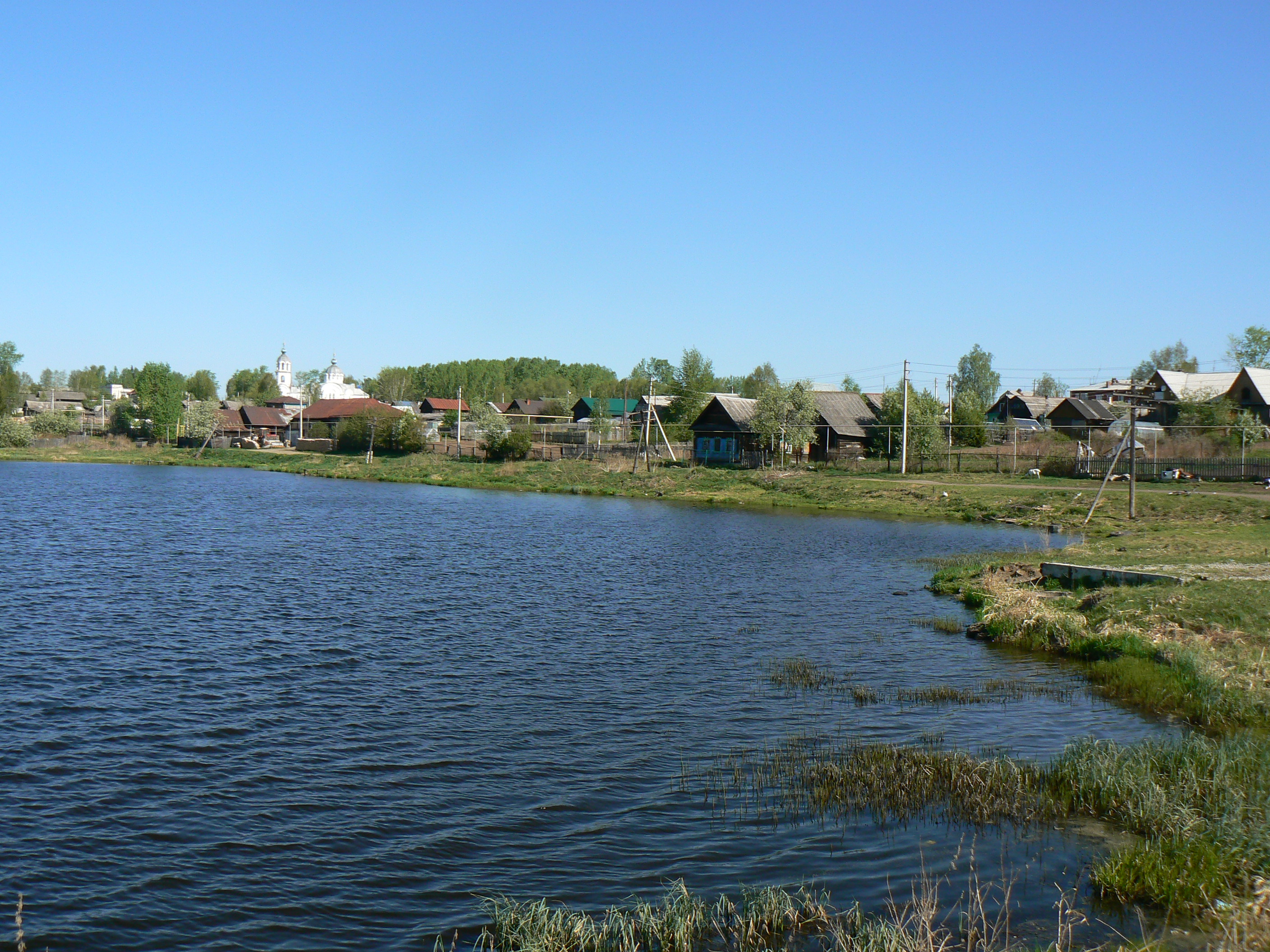
Нижнелайский пруд

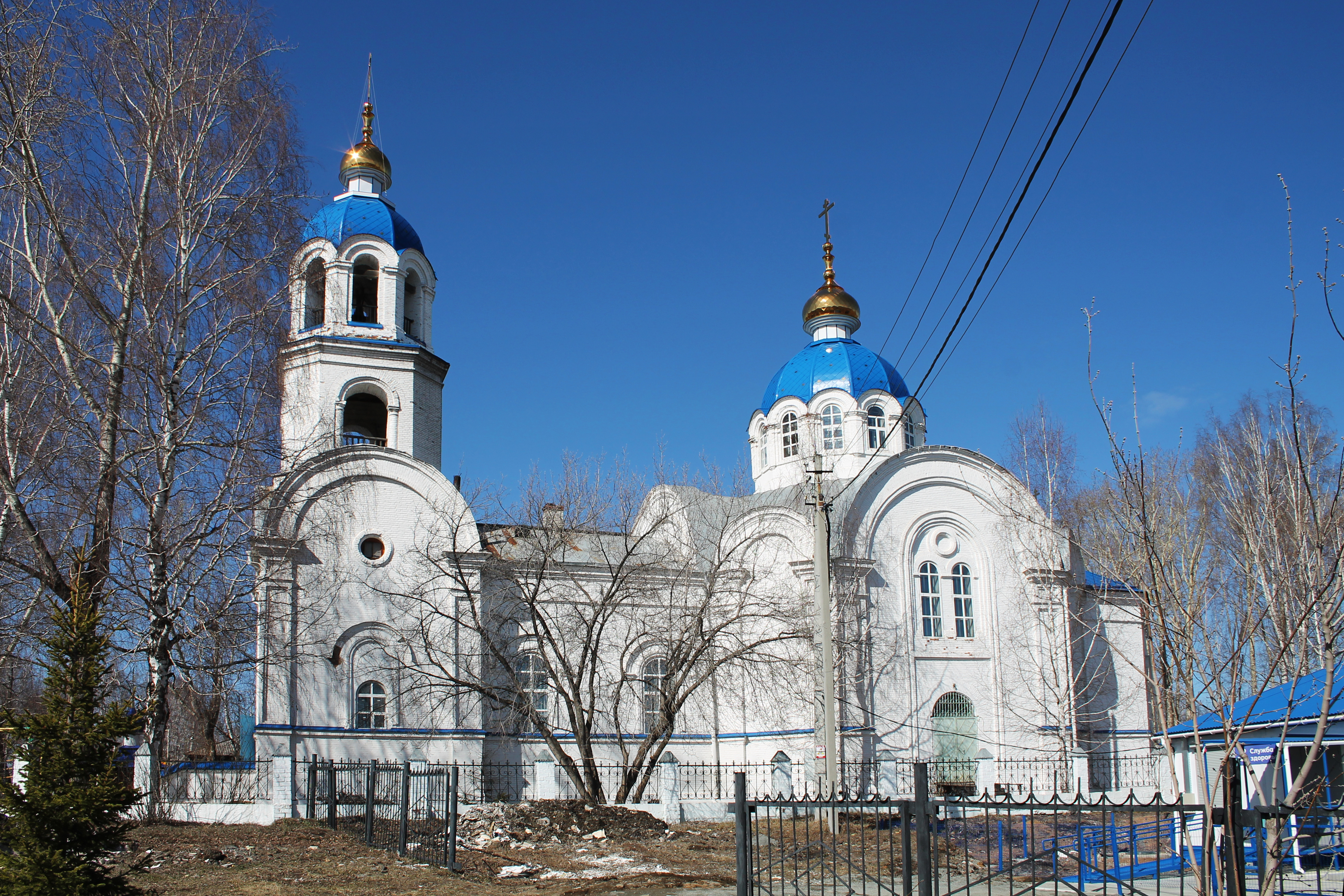
Церковь Марии Магдалины

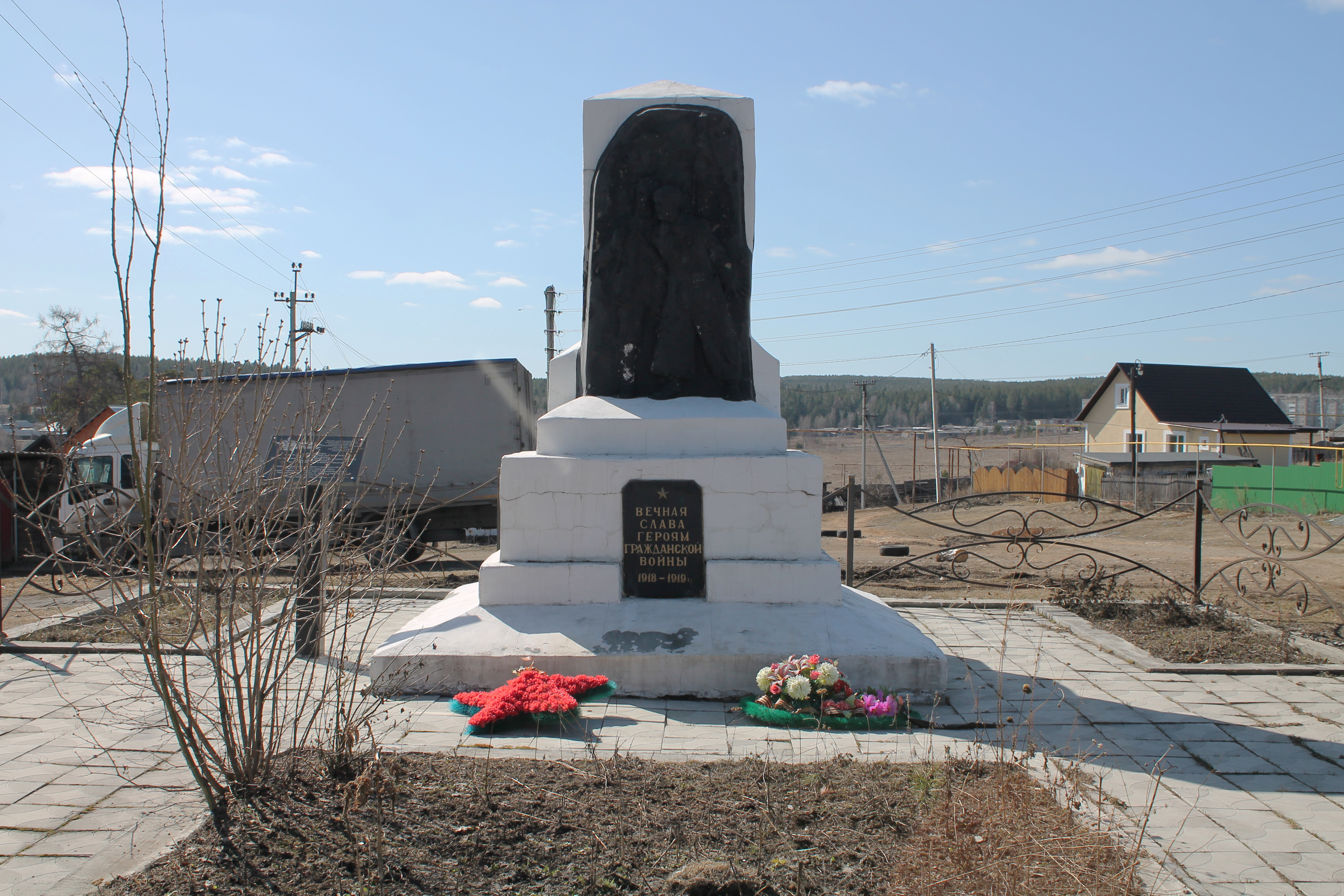
Братская могила красноармейцев

Лая — село в Пригородном районе Свердловской области России. Входит в муниципальный округ Горноуральский, управляется Горноуральской территориальной администрацией.
Ранее было центром Лайского сельсовета Пригородного района.

## География
Село Лая расположено к северу Нижнего Тагила, вплотную с посёлком Горноуральским. Вблизи Горноуральского находится также станционный посёлок Лая. Севернее села Лая находится село Малая Лая, а восточнее — село Балакино. Посёлок Горноуральский и село Лая стоят на реке Лае, которая в этом месте Верхний Лайский и Нижний Лайский пруды. Между ними стоит плотина и проходит несколько улиц.
Часовой пояс
Лая, как и вся Свердловская область, находится в часовой зоне МСК+2. Смещение применяемого времени относительно UTC составляет +5:00.

## История
Село Лая было основано в 1726 году переселенцами с реки Керженец, протекающей на Нижегородчине. Акинфием Демидовым здесь же был построен железоделательный завод, на который он привёз переселенцев из Малороссии. Статус села Лая получила в 1842 году, когда местной часовне был присвоен статус церкви.
В селе находилось 2 железоделотельных завода — Нижне-Лайский, построенный в 1726 году, и Верхне-Лайский, построенный в 1742 году, заводы, расположенные в 1,5 км друг от друга. При каждом находились молотовые с тремя молотами и двумя двойными горнами, кузницы и амбары. В книге известного учёного-путешественника Петра Симона Паласа «Путешествия по разным местам Российского государства в 1770 году» заводы кратко упоминаются: «В Верхнем 12, а в Нижнем 20 жилых домов, а в обеих же 170 человек. В 7 вёрстах от Верхнего завода проехал я Лайскую деревню 50 домов, к Кушвинским заводам приписанных».
Со временем посёлки при Верхнем и Нижнем заводах разрослись, соединились и образовали село Большая Лая. Заводы прекратили существование и были разобраны в начале XX века — в 1909 году. Теперь о Нижнем напоминает сохранившаяся плотина с прудом, возле которой завод стоял, а от Верхнего, рядом с которым находился посёлок геологоразведчиков, следов почти не осталось.
В 1930 году в селе был организован колхоз «Новый быт», впоследствии его преобразовали в совхоз «Лайский».

## Население
| 2002 | 2010  | 2021  |
| ---- | ----- | ----- |
| 1887 | ↘1800 | ↗1906 |

## Инфраструктура
В Лае действует православный храм Марии Магдалины и есть памятник в честь погибших в Великой Отечественной войне. В селе есть клуб с библиотекой, работают средняя школа и поликлиника, есть почта, аптека и несколько магазинов. Остальные учреждения инфраструктуры находятся в соседнем посёлке Горноуральском.
До Лаи и Горноуральского можно добраться на пригородном автобусе из Нижнего Тагила.

### Промышленность
- Совхоз «Лайский»
- ООО ПКФ «Уралтехцентр»
- ООО СТУ «Урал»
- ООО «Лис»